# Liste der Monuments historiques in Audes
Die Liste der Monuments historiques in Audes führt die Monuments historiques in der französischen Gemeinde Audes auf.

## Liste der Bauwerke
| Bezeichnung         | Beschreibung | Standort | Kennzeichnung | Schutzstatus | Datum | Bild |
| ------------------- | ------------ | -------- | ------------- | ------------ | ----- | ---- |
| Château de la Crête | Schloss      | (Lage)   | PA03000029    | Inscrit      | 2006  |      |

## Liste der Objekte
- Monuments historiques (Objekte) in Audes in der Base Palissy des französischen Kultusministeriums